# Ель-Параїсо
Ель-Параїсо (ісп. El Paraíso — «Рай») — один з 18 департаментів Гондурасу. Розташований у південно-східній частині держави. Межує з департаментами Чолутека, Франсіско Морасан, Оланхо й державою Нікарагуа.
Адміністративний центр — місто Юскаран.
Виділений 1878 року з департаменту Тегусігальпа.
Площа — 7218 км².
Населення — 331 351 особа (2006)

## Муніципалітети
Департамент поділяється на 19 муніципалітетів:
1. Алаука
2. Вадо Анчо
3. Данлі
4. Ліуре
5. Мороселі
6. Орополі
7. Потреріллос
8. Сан-Антоніо-де-Флорес
9. Сан-Лукас
10. Сан-Матіас
11. Соледад
12. Теупасенті
13. Техігуат
14. Трохес
15. Хінопе
16. Хакалеапа
17. Юскаран
18. Ель-Параїсо
19. Яуйюпе